# Дуров, Иван Матвеевич
Ива́н Матве́евич Ду́ров (1894—1938) — русский этнограф, краевед, фольклорист.

## Биография
Родился в семье поморского рыбака-старовера. По окончании в 1910 году министерского высшего училища в Сумском Посаде, обучался на коммерческих курсах «Самообразование».
В 1911 году вступил в Архангельское общество изучения Русского Севера, начал публиковать статьи по этнографии в губернской периодической печати.
Трудовую деятельность начал помощником секретаря и заведующего библиотекой в Сумском Посаде, затем работал счетоводом в Сумпосадском потребительском обществе, преподавал счетоводство в Сумском училище, работал в потребительских кооперативах Сороки и Кеми, избирался в президиум исполнительного комитета Сумпосадской волости, заведовал статистическим бюро Сорокского леспромхоза.
Все эти годы он собирает этнографический и диалектный материал для будущего самостоятельного словаря поморского говора «Словаря живого поморского языка» из более чем 12 тысяч поморских слов и выражений.
С 1934 года — инструктор по Сорокскому району Карельского бюро краеведения в составе Карельского научно-исследовательского института. Публиковался в газетах «Архангельск», «Беломорская трибуна», журналах «Известия Архангельского Общества изучения Русского Севера», «Известия Общества изучения Карелии», «Карело-Мурманский край», «Экономика и статистика Карелии», «Кооперативная жизнь Карелии» и других.
Во время Большого террора, 1 марта 1938 года был арестован по подозрению в руководстве контрреволюционной диверсионной группой в Сорокском районе, осужден 22 марта 1938 года  тройкой при НКВД Карельской АССР. Обвинён по статье 58-2-7-11 УК РСФСР. Расстрелян 3 апреля 1938 года в урочище Сандармох.
Реабилитирован 12 апреля 1988 года решением Президиума Верховного суда Карельской АССР.